# Кобзари (Белопольский район)
Кобзари (укр. Кобзарі) — село,
Марковский сельский совет,
Белопольский район,
Сумская область,
Украина.
Население по данным 1988 года составляло 20 человек.
Село ликвидировано в 1994 году .

## Географическое положение
Село Кобзари находится на расстоянии 2,5 км от правого берега реки Сула.
На расстоянии в 2 км расположены сёла Луциковка и Марковка.
Около села находится урочище Озеро Моховой.

## История
- 1994 — село ликвидировано [1].